# Elia Legati
Elia Legati (Fidenza, 3 januari 1986) is een Italiaanse voetballer die speelt voor de club Padova.

## Clubs
Legati begon zijn loopbaan in de jeugd van Fiorenzuola, waar hij in 2001 vertrok om voor AC Milan te gaan spelen. Hij speelde twee jaar voor jeugdteams van Milan en werd vervolgens voor twee jaar uitgeleend aan Legnano. In 2008 keerde hij terug bij Milan en werd hij direct weer uitgeleend, deze keer aan AS Monaco. Een half jaar later werd hij door de Franse club teruggestuurd naar Italië, zonder te hebben gespeeld in het eerste elftal. Voor de rest van het seizoen werd Legati verhuurd aan Novara.
In de zomer van 2009 werd Crotone mede-eigenaar van Legati en ging hij in de Serie B spelen. Hij speelde voor zijn nieuwe club veertig wedstrijden en maakte indruk, waardoor Milan hem weer volledig terugkocht van Crotone.
Op 15 juli 2010 werd Legati weer voor de helft verkocht, deze keer aan Padova.